# Konsulat Generalny RP w Antwerpii
Konsulat Generalny Rzeczypospolitej Polskiej w Antwerpii – polska misja konsularna w Belgii założona co najmniej w 1928, zlikwidowana w sierpniu 1946. Następnie reaktywowana, funkcjonowała do 2000.

## Kierownicy placówki
- II poł. l. 40 – Leon Radzikowski
- do 1992 – Józef Dębski
- ok. 1996–1998 – Lucjan Polak
- do 2000 – Jerzy Drożdż